# باير 04 ليفركوزن
شركة باير 04 ليفركوزن لكرة القدم ذات المسؤولية المحدودة (بالألمانية: Bayer 04 Leverkusen Fußball GmbH) هو نادٍ ألماني لكرة القدم مملوك من شركة باير المختصة في الصناعات الدوائية والكيميائية. يقع مقره في ليفركوزن في ولاية ولاية شمال الراين وستفاليا. يتنافس النادي في الدوري الألماني ويلعب مبارياته على أرضه في باي أرينا. ويعتبر باير ليفركوزن أول فريق في تاريخ ألمانيا يفوز بالدوري الألماني دون تلقي أي هزيمة موسم 2023-2024.
تأسس النادي عام 1904 من قبل موظفين في شركة باير والتي استمد منها النادي اسمه. في عام 1999، تم فصل قسم كرة القدم عن النادي الرياضي وأصبح الآن كيانًا منفصلاً. صعد باير لأول مرة إلى الدوري الألماني في عام 1979، وظل في الدرجة الأولى منذ ذلك الحين. الألوان الرئيسية للنادي هي الأحمر والأسود، وقد تم استخدام كلاهما كلون أساسي للقميص، كما تم استخدام خطوط حمراء وسوداء.
فاز بالدوري الألماني للمرة الأولى في تاريخه،في موسم 2023-24 بوصوله لحاجز 79 نقطة قبل نهاية الدوري الألماني بخمس جولات في موسم استثنائي قاده المدرب الإسباني تشابي ألونسو وتفوقه بفارق 16 نقطة عن نادي بايرن ميونيخ صاحب المركز الثاني، ونادي شتوتغارت ثالث الترتيب برصيد 63 نقطة. كما أنهى باير ليفركوزن المركز الثاني خمس مرات في الدوري الألماني. فاز النادي بلقبي كأس ألمانيا وكأس الاتحاد الأوروبي "الدوري الأوروبي" مرة واحدة. كما أنهى باير المركز الثاني في دوري أبطال أوروبا 2001–02، حيث سقط 2-1 أمام ريال مدريد في المباراة النهائية.

## التاريخ

### الأصول والسنوات الأولى
في 27 نوفمبر 1903، كتب فيلهلم هاوسشيلد رسالة - موقعة من 170 من زملائه العمال - إلى صاحب العمل، فريدريش باير وشركاه، يطلب فيها دعم الشركة في إنشاء نادٍ رياضي. وافقت الشركة على دعم المبادرة، وفي 1 يوليو 1904 تم تأسيس باير 04 ليفركوزن للجمباز والالعاب. في 31 مايو 1907، تم تشكيل قسم منفصل لكرة القدم داخل النادي. في ثقافة الرياضة في ألمانيا في ذلك الوقت، كان هناك عداء كبير بين لاعبي الجمباز وأنواع أخرى من الرياضيين. في النهاية، ساهم هذا في الانقسام داخل النادي: في 8 يونيو 1928، شكل لاعبو كرة القدم اتحادًا منفصلاً «جمعية باير 04 ليفركوزن الرياضية» والتي شملت أيضًا لاعبي كرة اليد وكرة اليد وألعاب القوى والملاكمة، بينما استمر لاعبو الجمباز في باير 04 ليفركوزن للجمباز والالعاب. كانت الألوان التقليدية للنادي من الأحمر والأسود، مع اعتماد لاعبي الجمباز الأزرق والأصفر.
خلال هذه الفترة وحتى الثلاثينيات، لعب باير ليفركوزن في دوري الدرجة الثالثة والرابعة. في عام 1936، صعد الفريق إلى ثاني أعلى فئة لعب في تلك الفترة. كان هذا أيضًا هو العام الذي ارتدى فيه شعار النادي لأول مرة. ظهروا لأول مرة في دوري الدرجة الأولى عام 1951 ولعبوا هناك حتى عام 1956، وبعد ذلك هبطوا إلى الدرجة الثانية.

### الصعود إلي الدوري الألماني والفوز بكأس الاتحاد الأوروبي وكأس ألمانيا
حقق ليفركوزن إنجازًا كبيرًا في عام 1968 بفوزه بلقب القسم الثاني، لكنه لم يتمكن من التقدم خلال الدور الفاصل إلى الدرجة الأولى. هبط النادي مرة أخرى في عام 1973، لكنه عاد بسرعة إلى ما يسمى الآن بالدوري الألماني الدرجة الثانية بعد موسم واحد فقط قضاها في الدرجة الثالثة. بعد أربع سنوات، صعد النادي بسهولة إلي الدوري الألماني في موسم 1979-80.
بحلول منتصف الثمانينيات، احتل باير ليفركوزن مراكز في النصف العلوي من جدول الدوري. خلال هذا الوقت، في عام 1984، تم توحيد نصفي النادي المنفصلين قبل أكثر من نصف قرن باسم تي إس في باير 04 ليفركوزن واتخذ النادي الجديد اللونين الأحمر والأبيض.
فاز النادي بأول ألقابه بفوز دراماتيكي في كأس الاتحاد الأوروبي 1987–88. بعد خسارته بنتيجة 0-3 أمام إسبانيول برشلونة الإسباني في مباراة الذهاب من النهائي، تعادل باير ليفركوزن في مباراة الإياب ثم حصل على اللقب بركلات الترجيح بنتيجة 3-2.
في نفس العام، أصبح المدير التنفيذي لباير ليفركوزن راينر كالموند المدير العام للنادي. تعتبر هذه واحدة من أهم التغيرات في تاريخ النادي، حيث كان تعيين كالموند إيذانًا بعقد ونصف من أعظم فترات نجاحات النادي.
بعد إعادة توحيد ألمانيا في عام 1990، سارع راينر كالموند إلى التعاقد مع نجوم ألمانيا الشرقية أولف كيرشتن وأندرياس تومسون وغينس ميلزيش. على مدى السنوات القليلة التالية، انضم النجوم الناشئون، مثل جورجينيو وباولو سيرجيو، إلى الفريق، وكذلك النجم التشيكي بافيل هابال. وقع النادي أيضًا لاعبين يتمتعون بشخصية جذابة، مثل بيرند شوستر ورودي فولر، مما ساعد على ضمان شعبية الفريق ونجاحه المتزايد.
حصل النادي على لقبه التالي في عام 1993 بفوزه 1-0 في كأس ألمانيا علي نادي هرتا برلين في 12 يونيو 1993. بعد كارثة عام 1996 عندما واجه النادي خطر الهبوط، أثبت باير ليفركوزن نفسه وقدم أسلوبًا هجوميًا ممتعًا من الناحية الفنية تحت قيادة المدرب الجديد كريستوف داوم، والذي ساعده أيضًا في التعاقد مع لاعبين مثل لوسيو، إيمرسون وزي روبرتو ومايكل بالاك. اشتهر دوم فيما بعد بطرده بسبب فضيحة الكوكايين التي كلفته أيضًا منصب مدرب المنتخب الوطني الألماني.

### نيفركوزن
احتل الفريق المركز الرابع من عام 1997 إلى عام 2002. كانت نهايات عامي 2000 و 2002 محطمة للجماهير حيث كان في كلتا المناسبتين قريب من الفوز بلقب الدوري الألماني. في عام 2000، احتاج باير ليفركوزن إلى التعادل فقط ضدنادي أونترهاخينغ للفوز باللقب، لكن هدف مايكل بالاك في مرماه ساعد في هزيمة فريقه 2-0، بينما انتزع بايرن ميونيخ اللقب بفوزه 3-1 على فيردر بريمن. بعد ذلك بعامين، تخلى النادي عن تقدمه بفارق خمس نقاط على صدارة جدول الدوري بخسارة اثنتين من آخر ثلاث مباريات، بينما تقدم بوروسيا دورتموند بثلاثة انتصارات متتالية في مبارياته النهائية. أطلق على موسم 2002 لقب «الرعب الثلاثي»، حيث تعرض باير ليفركوزن للهزيمة أيضًا 4-2 في نهائي كأس ألمانيا من قبل شالكه 04 وخسر نهائي دوري أبطال أوروبا 2-1 أمام ريال مدريد، مما أدى أيضًا إلى إطلاق وسائل الإعلام الناطقة باللغة الإنجليزية علي النادي اسم نيفركوزن.

### السنوات الأخيرة
في عام 2002، خسر الفريق نجمي خط الوسط المؤثرين مايكل بالاك وزي روبرتو لصالح غريمه اللدود بايرن ميونيخ. ثم عاني الفريق من خطر الهبوط الهبوط خلال موسم 2002-2003، مما أدى إلى طرد كلاوس توبمولر، الذي درب الفريق خلال أكثر سنواته نجاحًا، وتم استبداله بتوماس هورستر عديم الخبرة. تولى كلاوس آوغنتالر زمام الأمور في آخر مباراتين من الموسم وساعد النادي في تجنب كارثة بالفوز على فريقه السابق نادي نورنبرغ. ثم قاد باير ليفركوزن إلى المركز الثالث والتأهل دوري أبطال أوروبا في العام التالي.
شهد الموسم التالي في دوري أبطال أوروبا حصول النادي على قدر من الانتقام من ريال مدريد، حيث افتتح مشواره في دور المجموعات بفوز 3-0 علي ريال مدريد، مما ساعد ليفركوزن على تصدر بالمجموعة. لكن ليفركوزن هُزم في الجولة الأولى من جولات خروج المغلوب من قبل ليفربول. احتل النادي المركز السادس خلال موسم 2004-05 ليتأهل الدوري الأوروبي الموسم المقبل.
في أوائل عام 2005، تم إقالة آوغنتالر كمدرب بعد أن بدأ النادي في أسوأ بداية له في الدوري الألماني منذ أكثر من 20 عامًا، بفوز واحد فقط في أول أربع مباريات بالدوري وخسارة 0-1 على أرضه أمام سيسكا صوفيا في مباراة الذهاب من كأس الاتحاد الأوروبي. تولى رودي فولر مسؤولية خمس مباريات كمدرب مؤقت. مايكل سكيبه، الذي كان مساعد مدرب فولر مع المنتخب الوطني، عُيَّن خلفًا له في أكتوبر 2005. قلب سكيبي موسم ليفركوزن وقاد النادي إلى المركز السادس في عام 2006، وحصل على مكان في كأس الاتحاد الأوروبي، ثم كرر هذا الإنجاز مع المركز الخامس في الدوري الألماني في عام 2007.

### دوري اللاهزيمة
في موسم 2023–24 أنهى باير ليفركوزن سطوة بايرن ميونيخ التي استمرت 11 عاماً على بطولة الدوري الألماني ليحرز لقبه الأول في المسابقة تحت قيادة مدربه الإسباني تشابي ألونسو. الذي حقق رقماً قياسياً في الدوري بوصوله إلى 29 مباراة دون هزيمة في الموسم، بفارق 16 نقطة على ميونخ قبل 5 مباريات على نهاية البوندسليغا. وواصل الفريق بقيادة ألونسو مسيرته الإعجازية بسجل خال من الهزائم في 51 مباراة متتالية على مدار موسم 2023-24، ليحطم الرقم القياسي لبنفيكا البرتغالي بعدم الخسارة في 48 مباراة متتالية خلال الفترة بين ديسمبر 1963 وفبراير 1965. وفي 18 مايو 2024 بات باير ليفركوزن أول فريق في تاريخ الدوري الألماني لكرة القدم ينهي موسمًا بكامله من دون أي خسارة بعد فوزه على أوغسبورغ بهدفين مقابل هدف في الجولة الأخيرة من "بوندسليغا". وفي 26 مايو 2024 وبعدما اقتنص لقب الدوري الألماني لكرة القدم، حقق فريق باير ليفركوزن أول ثنائية محلية في تاريخه بعدما توج بلقب كأس ألمانيا عقب الفوز على كايزرسلاوترن المنافس في دوري الدرجة الثانية بهدف دون رد.

## تشكيلة الفريق

### تشكيلة الحالية

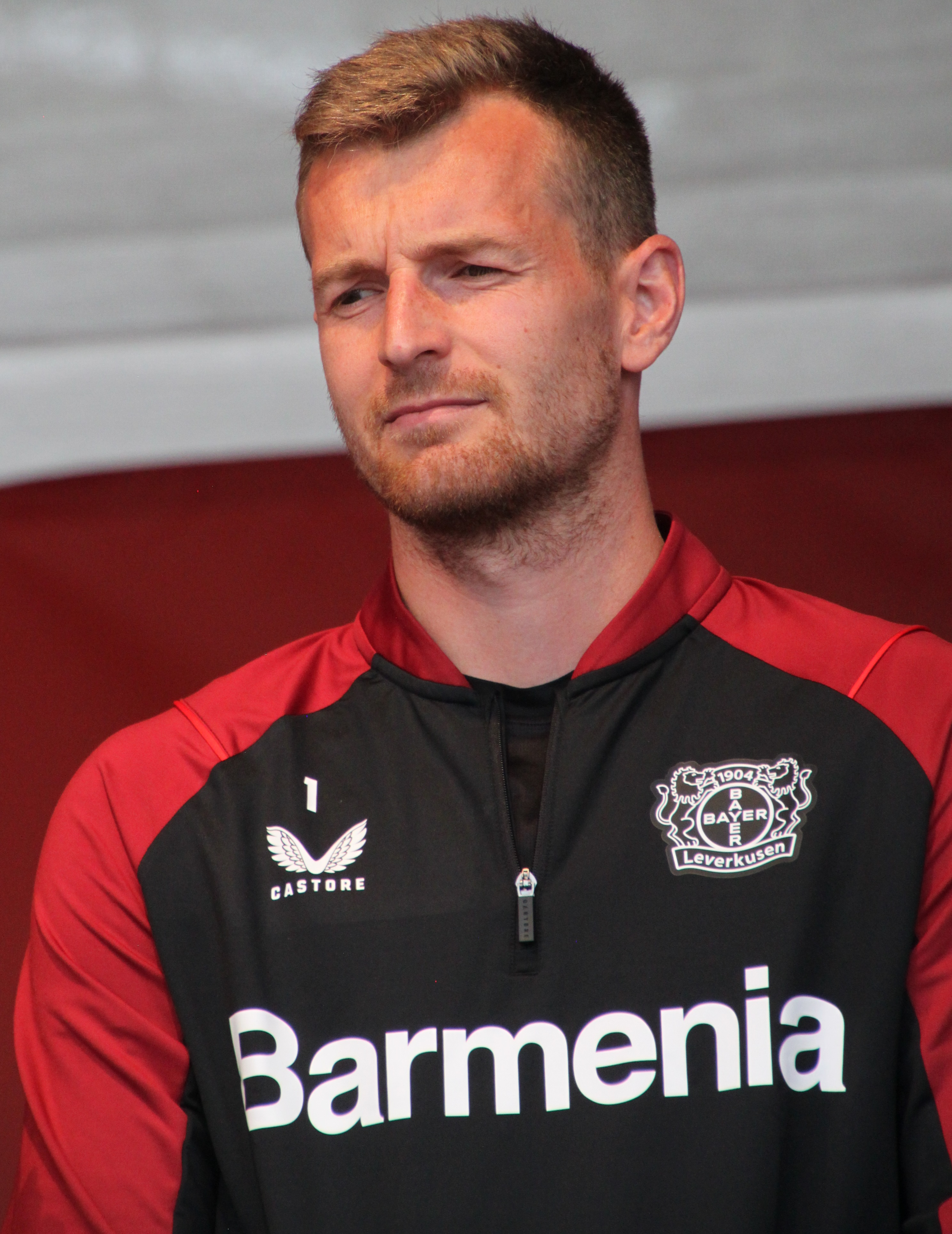
لوكاس راديكي قائد الفريق

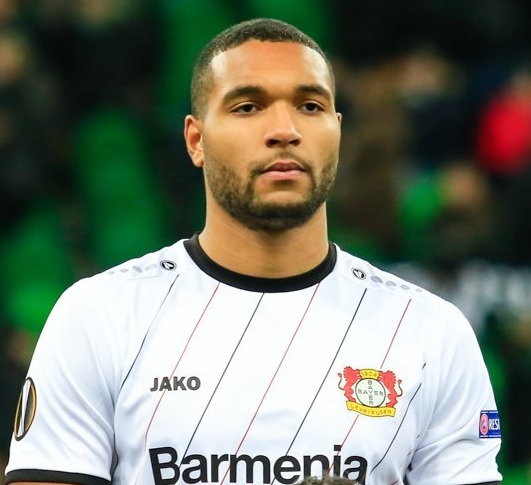
يوناتان تاه نائب القائد

آخر تحديث في 15 أبريل 2024.

ملاحظة: تشير الأعلام إلى المنتخب بحسب قواعد الأهلية المعتمدة من قبل الفيفا؛ تنطبق بعض الاستثناءات المحدودة. وقد يحمل اللاعبون أكثر من جنسية لا تعترف بها الفيفا.
| الرقم | البلد          | المركز | اللاعب                                |
| ----- | -------------- | ------ | ------------------------------------- |
| 1     | فنلندا         | حارس   | لوكاس راديكي                          |
| 2     | كرواتيا        | مدافع  | جوسيب ستانيشيتش (معار من بايرن ميونخ) |
| 3     | الإكوادور      | مدافع  | بييرو هينكابي                         |
| 4     | ألمانيا        | مدافع  | يوناتان تاه                           |
| 6     | ساحل العاج     | مدافع  | أوديلون كوسونو                        |
| 7     | ألمانيا        | وسط    | يوناس هوفمان                          |
| 8     | ألمانيا        | وسط    | روبرت أندريش                          |
| 9     | إسبانيا        | مهاجم  | بورخا إيغليسياس (معار من ريال بيتيس)  |
| 10    | ألمانيا        | وسط    | فلوريان فيرتز                         |
| 12    | بوركينا فاسو   | مدافع  | إدموند تابسوبا                        |
| 13    | البرازيل       | مدافع  | أرتور                                 |
| 14    | جمهورية التشيك | مهاجم  | باتريك شيك                            |
| 17    | جمهورية التشيك | حارس   | ماتاي كوفار                           |
| 18    | بلجيكا         | وسط    | نواه مبامبا                           |

| الرقم | البلد          | المركز | اللاعب            |
| ----- | -------------- | ------ | ----------------- |
| 19    | نيجيريا        | وسط    | ناثان طلا         |
| 20    | إسبانيا        | مدافع  | أليكس غريمالدو    |
| 21    | المغرب         | وسط    | أمين عدلي         |
| 22    | نيجيريا        | مهاجم  | فيكتور بونيفاس    |
| 23    | جمهورية التشيك | مهاجم  | آدم هلوزيك        |
| 24    | هولندا         | مدافع  | تيموثي فوسو منساه |
| 25    | الأرجنتين      | وسط    | إسيكييل بالاسيوس  |
| 30    | هولندا         | مدافع  | جيريمي فريمبونغ   |
| 31    | بلجيكا         | مدافع  | مادي موناماي      |
| 32    | كولومبيا       | وسط    | غوستافو بويرتا    |
| 34    | سويسرا         | وسط    | غرانيت تشاكا      |
| 36    | ألمانيا        | حارس   | نيكلاس لومب       |
| 38    | ألمانيا        | مهاجم  | كين ايزيكور       |
| 47    | المغرب         | وسط    | أيمن أورير        |

### اللاعبون المعارون
ملاحظة: تشير الأعلام إلى المنتخب بحسب قواعد الأهلية المعتمدة من قبل الفيفا؛ تنطبق بعض الاستثناءات المحدودة. وقد يحمل اللاعبون أكثر من جنسية لا تعترف بها الفيفا.
| الرقم | البلد   | المركز | اللاعب                                               |
| ----- | ------- | ------ | ---------------------------------------------------- |
| -     | النمسا  | حارس   | باتريك بينتز (إلى بروندبي حتى 30 يونيو 2024)         |
| -     | ألمانيا | مدافع  | صديق فوفانا (إلى فورتونا سيتارد حتى 30 يونيو 2024)   |
| -     | السويد  | وسط    | جارديل كانغا (إلى دي غرافشاب حتى 30 يونيو 2024)      |
| -     | إسبانيا | مهاجم  | إكير برافو (إلى ريال مدريد كاستيا حتى 30 يونيو 2024) |
| -     | إيران   | مهاجم  | سردار آزمون (إلى روما حتى 30 يونيو 2024)             |

## ألقاب النادي
الدوري الألماني :
- البطل (1) : 2023–24
- الوصيف (5) : 1996–97، 1998–99، 1999–2000، 2001–02، 2010–11

كأس ألمانيا :
- البطل (2) : 1992–93، 2023–24
- الوصيف (3) : 2001–02، 2008–09، 2019–20

كأس السوبر الألماني :
- البطل (1) : 2024
- الوصيف (1) : 1993

### أوروبيًا
دوري أبطال أوروبا :
- الوصيف (1) : 2001–02

كأس الاتحاد الأوروبي / الدوري الأوروبي :
- البطل (1) : 1987–88
- الوصيف (1) : 2023–24

## روابط إضافية
- صحيفة الباير ليفركوزن أكبر تجمع لعشاق النادي في العالم العربي (arabic)
- Official team site (German & English)
- The Abseits Guide to German football
- Werkself fanpage --- Bayer Leverkusen's unofficial forum, very popular, and even frequented by ex-players, including "Der Rudi", former goalkeeper Rüdiger Vollborn.
- Supporters of Leverkusen
- Fantalk
- Bayerfans04 fanpage
- Internet Initiative Leverkusen fanpage
- Polish fanpage
- Leverkusen statistics
- Bayer Leverkusen formations at football-lineups